# Osmij
Osmij je kemijski element atomskog (rednog) broja 76 i atomske mase 190,23(3). U periodnom sustavu elemenata predstavlja ga simbol Os.
Osmij je sivomodar, tvrd metal, visokog tališta. Rabi se kao katalizator.
Osmij ima najveću gustoću od svih kemijskih elemenata. Kocka brida 33 cm teži kao manji auto.